# Archaeolambda
L'archeolambda (gen. Archaeolambda) è un mammifero estinto, appartenente ai pantodonti. Visse tra il Paleocene superiore e l'Eocene inferiore (circa 60 - 54 milioni di anni fa) e i suoi resti fossili sono stati ritrovati in Asia.

## Descrizione
Questo animale era di piccole dimensioni, e solitamente non doveva pesare più di sette chilogrammi. Fatto molto insolito tra i pantodonti, Archaeolambda era caratterizzato dalla presenza di artigli. La dentatura era probabilmente completa, e i denti erano più o meno tutti della stessa altezza; anche i canini non superavano l'altezza degli altri denti (da qui il nome della specie tipo, Archaeolambda planicanina) e assomigliavano ai premolari. I canini inferiori erano allargati e appiattiti lateralmente. I molari inferiori erano bilobati, e la piega posteriore a V era più piccola e molto più bassa di quella anteriore.

## Classificazione
Il genere Archaeolambda venne descritto per la prima volta da Flerov nel 1952 sulla base di resti fossili di una mandibola con denti e di un frammento di osso mascellare con alcuni denti. La specie tipo è Archaeolambda planicanina, rinvenuta in Mongolia e in Cina in terreni dell'Eocene inferiore. Altre specie attribuite a questo genere sono A. tabiensis e A. yangtzeensis, del Paleocene superiore della Cina. 
Archaeolambda è ritenuto un membro arcaico del gruppo dei pantodonti, un gruppo di mammiferi sviluppatisi nel corso del Paleocene e diffusi soprattutto nei continenti settentrionali; tra questi, sembra che Archaeolambda fosse un possibile rappresentante dei Pantolambdodontidae; le caratteristiche dentarie insolite, tuttavia, hanno fatto ipotizzare a Flerov che Archaeolambda fosse un membro di una famiglia a sé stante, Archaeolambdidae. Recenti ricerche convaliderebbero l'esistenza di questo clade asiatico, comprendente anche Celaenolambda e forse Tingolambda, precedentemente ritenuti appartenere ad Archaeolambda. 

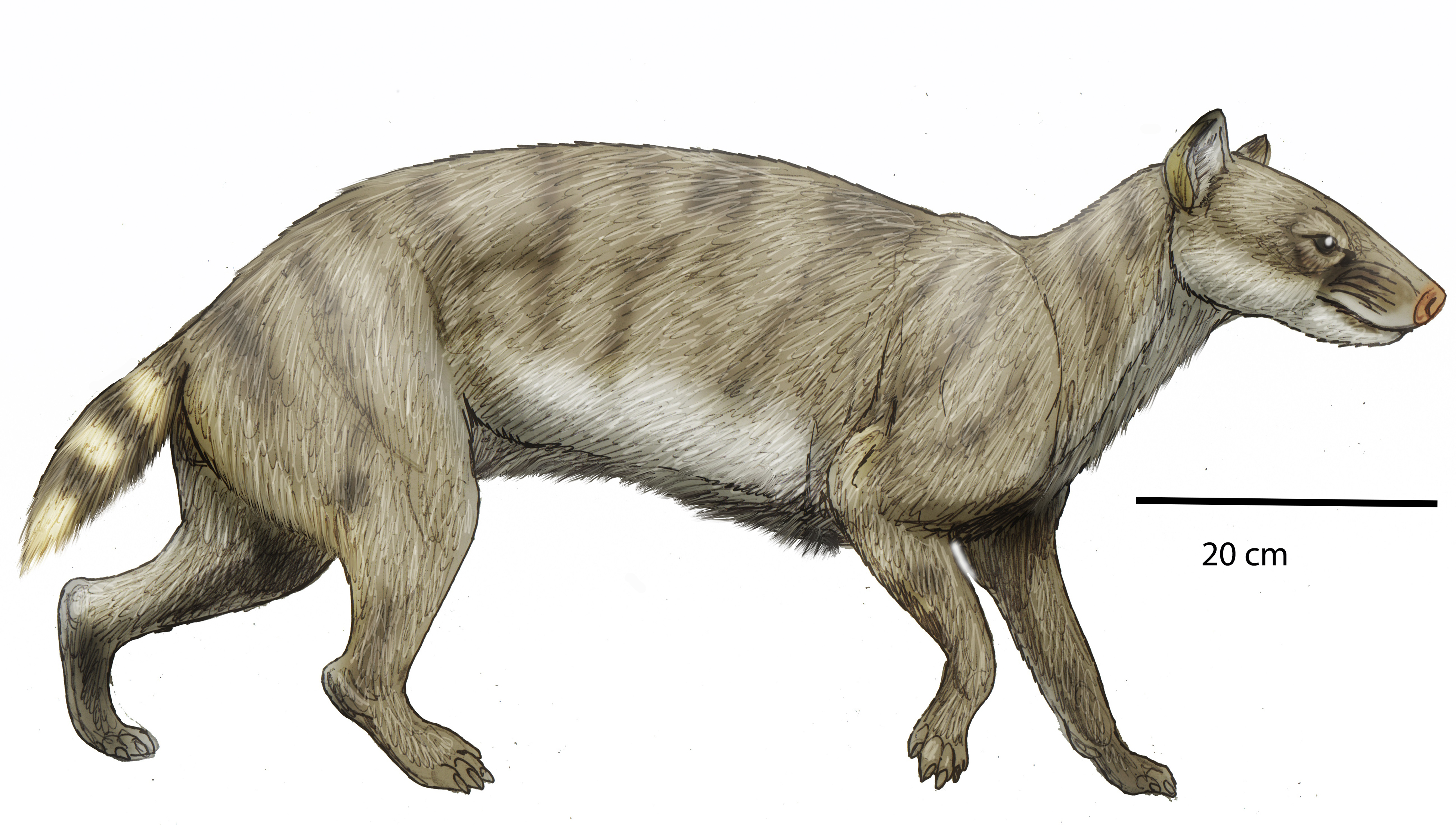
Ricostruzione di Archaeolambda tabiensis

La presenza di artigli in Archaeolambda ha portato all'ipotesi che questo animale fosse imparentato con Titanoides, un altro pantodonte dotato di artigli; Titanoides, tuttavia, era molto più grande e la morfologia dello scheletro e della dentatura era molto diversa.

## Paleobiologia
Date le piccole dimensioni e la presenza di artigli, è possibile che Archaeolambda fosse un animale arboricolo, al contrario della grande maggioranza dei pantodonti. Si suppone fosse erbivoro, e che si nutrisse di tenere foglie.